# Narcisse Basté Basté
Narcisse Basté Basté (1866-1936), est un jésuite espagnol, mort assassiné durant la guerre d'Espagne à Valence (Espagne) le 15 octobre 1936. 
Reconnu comme martyr par l'Église catholique, il est béatifié avec 232 autres martyrs de la guerre d'Espagne, le 11 mars 2001 par le pape Jean-Paul II. Sa mémoire est célébrée le 15 octobre.

## Biographie
Narcisse Basté Basté est né le 16 décembre 1866 à Sant Andreu de Palomar, dans les environs de Barcelone. Il fait des études de droit à Barcelone, puis entre dans la Compagnie de Jésus en 1890. Il est ordonné prêtre en 1901 et prononce ses vœux définitifs la même année,,. 
Il exerce son ministère sacerdotal à Valence, auprès des ouvriers, dans les « patronages des jeunes travailleurs » qu'il dirige durant 30 ans. Par son action, le patronage de la ville prend une grande ampleur : il met en place une salle de jeux, une bibliothèque, une chapelle, une équipe de foot, il fonde un théâtre. En 1906, il organise même une colonie de vacance pour enfants sans ressources.
Il est bientôt connu et estimé de tous dans la ville. Mais en 1932, la Compagnie de Jésus est dissoute par le gouvernement. Différentes familles l'accueillent, et il continue son travail pastoral auprès de patronages, en dépit du danger pour lui-même. Lors de la Guerre d'Espagne, il est arrêté à 3 reprises, parce qu'il était prêtre catholique. A chaque arrestation, il est relâché par des soldats qui avaient auparavant bénéficié de son aide et de sa générosité dans le patronage de la ville. Mais en septembre 1936, il est de nouveau arrêté et détenu dans une ferme. Lorsque les miliciens lui demandent quelle activité il exerçait, il répond qu'il est « avocat, prêtre et jésuite ». Sa réponse lui entraîne des mauvais traitements. Il est fusillé près de Valence, le 15 octobre 1936,,.

## Béatification
Il est béatifié le 11 mars 2001, par Jean-Paul II, au Vatican avec 230 autres martyrs de la guerre d'Espagne. Sa mémoire est célébrée le 15 octobre,.